# 国话先锋剧场
国话先锋剧场，位于北京市东城区东单三条8-2号，是中国国家话剧院的小剧场。

## 简介
国话先锋剧场原名“东方先锋剧场”，创建于2001年，2005年5月20日正式启用，隶属中国国家话剧院，位于东方广场以北的国话大厦。该剧场主要举办话剧小剧场演出。2011年5月，新建的国话剧场启用。该剧场投入使用之后，国家话剧院将“东方先锋剧场”更名为“国话先锋剧场”，和国话剧场、国话小剧场进行资源整合，力推国话品牌。